# Barnardiston
Barnardiston är en by och en civil parish i distriktet West Suffolk i Suffolk i England. Orten hade 206 invånare (2001). Den har en kyrka.